# Alexis Camacho
Camacho  Bernal est un nom espagnol. Le premier nom de famille, en général paternel, est Camacho ; le second, en général maternel, souvent omis, est Bernal.
Pour les articles homonymes, voir Camacho et Bernal.
Julio Alexis Camacho Bernal, né à Tunja (département de Boyacá) le 20 juin 1990, est un coureur cycliste colombien.

## Repères biographiques
Il dispute le Clásico RCN 2012, sous les couleurs d'une formation de son département natal, la Lotería de Boyacá - Empresa de Energía de Boyacá. Grâce à sa quatorzième place dans le prologue, il endosse le maillot de leader de la catégorie espoirs. Il le garde jusqu'au soir de la deuxième étape. Ses performances lui permettent d'être remarqué par les dirigeants de la formation Colombia et d'être enrôlé pour la saison 2013.
Cependant, après seulement un an dans les rangs de l'équipe continentale professionnelle, le contrat liant le coureur à la formation est résilié par consentement mutuel (la direction de l'équipe prenant pour prétexte un manque d'adaptation d'Alexis Camacho aux exigences du cyclisme européen). Durant cette année 2013, il prend toutefois part à des épreuves de renommée internationale comme la Flèche wallonne, le Tour de Turquie ou bien encore le Tour du Colorado. Son meilleur résultat de la saison, il l'obtient avec une vingt et unième place à l'arrivée du Tour des Apennins.
Il redémarre la saison suivante, en disputant le Tour du Mexique, au sein d'une équipe locale Arenas Tlax Mex. Il obtient la troisième place dans la troisième étape, remportée par son compatriote Diego Ochoa. Il achève cette épreuve de l'UCI America Tour 2014 à la douzième place. Avec cette même équipe, il participe au Tour of the Gila, à la fin du mois d'avril.

Au début de l'été, il rentre en Colombie et s'engage avec une équipe de son département, Boyacá se Atreve - Liciboy, appartenant à l'Élite amateur colombienne. Avec celle-ci, il s'impose dans le Clásico Club Deportivo Boyacá, une épreuve du calendrier national colombien, organisée par son grand-père, grâce à une échappée victorieuse lors de la première étape.

Un mois plus tard, il monte sur le podium du Tour de Colombie, épreuve la plus importante du calendrier national colombien. Dès le deuxième jour, son nom apparaît au sommet des classements. Il prend part à une échappée qui lui permet de terminer deuxième de l'étape et de s'emparer du maillot de leader de la course. Même s'il le perd le lendemain, il reste constamment aux avant-postes. Mieux, lors de la sixième étape, franchissant le col de La Línea, de nombreuses fois à l'attaque, Alexis Camacho s'impose à Pereira, sept secondes devant le peloton leader.

### 2016
En 2016, Alexis Camacho est un des coureurs ayant gagné le plus de courses en Colombie.
En janvier, il remporte le circuit de Tuta. Le mois suivant, il grimpe sur le podium de l'épreuve du contre-la-montre par équipes aux championnats de Colombie, avec la sélection de la ligue cycliste d'Antioquia et s'impose à la Clásica de Combita. Aucun coureur n'ayant signé de contrat avec la formation Orgulla Paisa, au quatrième mois de la saison, Alexis Camacho assure sa participation aux compétitions du calendrier national en signant avec l'équipe continentale GW Shimano, mi-avril. En juin, il participe au Tour de Colombie avec sa nouvelle formation. Camacho remporte l'étape reine de la compétition et s'immisce dans le Top ten du classement général,. Puis le Tunjano s'impose dans différentes épreuves nationales. En juillet, il gagne la Clásica de Girardot, profitant de son échappée du deuxième jour avec Robinson Chalapud. En août, il s'octroie la Clásica Club Deportivo Boyacá, organisé par sa famille, grâce à son échappée victorieuse de la première étape. En septembre, il termine encore deuxième de la Vuelta a Boyacá, seulement devancé par Óscar Rivera. Par contre, cité parmi les favoris pour la victoire au Clásico RCN,, il perd toute chance de bien figurer dès la deuxième étape,.

### 2019
Le 17 octobre 2019, il est suspendu par la fédération colombienne de cyclisme à la suite d'un contrôlé positif au Boldénone, un stéroïde anabolisant.

## Palmarès
| - 2014 - 6e étape du Tour de Colombie - 3e du Tour de Colombie - 2015 - 5e étape de la Vuelta a Boyacá - 2016 - 11e étape du Tour de Colombie - Classement général de la Clásica de Girardot - 2e de la Vuelta a Boyacá | - 2017 - 2e de la Clásica de Fusagasugá - 2018 - 3e étape de la Vuelta a Boyacá - 2019 - 3e étape de la Clásica de Fusagasugá - Médaillé d'argent du championnat panaméricain sur route - 3e de la Clásica de Fusagasugá |

## Classements mondiaux
| Année            | 2014 | 2015 | 2016 |
| ---------------- | ---- | ---- | ---- |
| UCI America Tour | 47e  | 276e | 345e |